# Van Der Laan
Pedro Van der Laan foi um médico holandês que fixou a sua residência em Lisboa, onde faleceu (Holanda 1811 – Lisboa, 21 de março de 1888).

## Biografia
Há pouca informação sobre a biografia deste médico holandês, sendo a data de nascimento, apenas conhecido o ano (1841). Era oriundo de uma família cujos ascendentes se distinguiram na guerra de 80 anos contra os espanhóis e ainda como governadores da India holandesa, e do Brasil, quando estes países estiveram sobre o domínio da sua nação. 

### Estudos e profissão
Primeiramente dedicou-se ao estudo da teologia, completando o ensino preparatório, porém, acabou por seguir medicina na universidade de Utrecht onde alcançou o grau de doutor em medicina, cirurgia e partos.
Foi adjunto na clínica de oftalmologia do célebre especialista, o professor Douders. Depois disso, foi aperfeiçoar os seus estudos em Viena, Praga, Berlim e Paris.

Em 1869, veio para Portugal, com o objetivo de procurar um clima mais temperado que o ajudasse a recuperar de uma infeção pulmonar que tinha sofrido. Em Lisboa, abre um consultório de oftalmologia, que em pouco tempo recebe grandes nomeações. Mais tarde, cria uma escola de oftalmologia da qual sairiam os seus conhecidos discípulos, os Drs. Plácido, no porto, e L. Fonseca, em Lisboa. Coadjuvado por estes cavalheiros editou o primeiro jornal especialista que se publicou em Portugal.